# Carijó
Les Carijós sont des indiens, appartenant à la branche des guaranis qui occupaient un territoire dans le Sud du Brésil actuel, allant de Cananéia dans l'État de São Paulo jusqu'à Lagoa dos Patos dans l'État du Rio Grande do Sul.
Réceptifs au catéchisme des missionnaires, cela n'empêcha leur réduction massive en esclavage par les colons de São Vicente. En 1554, ils participèrent à l'attaque de São Paulo. Ils étaient environ 100 000.